# The King of Fighters '98
The King of Fighters '98 är ett fightingspel utgivet 1998 av SNK till Neo Geo som arkadspel och konsolspel. Spelet är det femte i serien The King of Fighters.  Sega Dreamcast-varianten hette The King of Fighters: Dream Match 1999.

## Handling
Figurer från tidigare spel återvänder, totalt deltar 38 figurer. Rugal Bernstein är för första gången en icke-hemlig figur.

### Fotnoter
1. ↑  ”The King of Fighters '98” (på engelska). The King Of Fighters Official Website. 12 mars 1998. Arkiverad från originalet den 31 mars 2009. https://www.webcitation.org/5fhEsGSDp?url=http://kofaniv.snkplaymore.co.jp/english/history/history.php?num=kof98. Läst 20 maj 2015.
2. ↑  ”The King of Fighters: Dream Match 1999” (på engelska). Mobygames. 12 mars 1998. http://www.mobygames.com/game/king-of-fighters-98. Läst 20 maj 2015.
3. ↑  ”The King of Fighters '98: The Slugfest” (på engelska). Mobygames. 12 mars 1998. http://www.mobygames.com/game/king-of-fighters-98. Läst 20 maj 2015.